# Cargo B Airlines
Cargo B Airlines fue una aerolínea de carga con base en Bruselas, Bélgica, fundada por Rob Kuijpers, antiguo CEO de Brussels Airlines y DHL. Inició sus operaciones en octubre de 2007. La compañía anunció que se iba a trasladar del aeropuerto de Bruselas al Aeropuerto de Lieja, más cómodo con su apertura las veinticuatro horas del día los siete días de la semana, en julio de 2009. La aerolínea cesó sus operaciones en julio de 2009 al no contar con clientes suficientes.
El 1 de julio de 2009, Cargo B decretó la bancarrota y canceló todas sus operaciones hasta nuevo aviso. Los dos Boeing 747-400F quedaron estacionados en el Aeropuerto de Ámsterdam Schiphol (posteriormente trasladado al aparcamiento de larga estancia). El 747-200F (OO-CBB) está estacionado en la nueva terminal de carga Norte en el aeropuerto de Lieja.

## Destinos
- África
  - Egipto
    - El Cairo (Aeropuerto Internacional de El Cairo)

  - Gabón
    - Libreville (Aeropuerto Internacional de Libreville)

  - Kenia
    - Nairobi (Aeropuerto Internacional Jomo Kenyatta)

  - Libia
    - Trípoli (Aeropuerto Internacional de Trípoli)

  - Senegal
    - Dakar/Yoff (Aeropuerto Internacional Léopold Sédar Senghor)

  - Sudáfrica
    - Johannesburgo (Aeropuerto Internacional OR Tambo)
- Europa
  - Bélgica
    - Bruselas (Aeropuerto de Bruselas) (hub)

  - España
    - Zaragoza (Aeropuerto de Zaragoza)
- Caribe
  - Barbados
    - Christ Church (Aeropuerto Internacional Grantley Adams)

  - Antillas Neerlandesas
    - Curaçao (Aeropuerto Internacional Hato) (parada de repostaje)

  - Trinidad y Tobago
    - Tobago (Aeropuerto Internacional Crown Point)
- Sudamérica
  - Argentina
    - Buenos Aires (Aeropuerto Internacional Ministro Pistarini)

  - Brasil
    - São Paulo (Aeropuerto Internacional Viracopos-Campinas)

  - Colombia
    - Bogotá (Aeropuerto Internacional El Dorado)

  - Ecuador
    - Latacunga (Aeropuerto Internacional Cotopaxi)

  - Perú
    - Lima (Aeropuerto Internacional Jorge Chávez)

## Flota
Cargo B Airlines opera las siguientes aeronaves:
- 1 Boeing 747-200F (OO-CBB)
- 2 Boeing 747-400F (OO-CBC y OO-CBD) Estos aviones fueron alquilados sin tripulación de Nippon Cargo Airlines.

Un Boeing 747-200F (OO-CBA) fue retirado tras un toque con la cola en pista en el aeropuerto de Bruselas.